# Puranchaur
Puranchaur est un comité de développement villageois du Népal situé dans le district de Kaski. Au recensement de 2011, il comptait 3 597 habitants.